# Великосундирське сільське поселення (Моргауський район)
Великосунди́рське сільське поселення (рос. Большесундырское сельское поселение) — муніципальне утворення у складі Моргауського району Чувашії, Росія. Адміністративний центр — село Великий Сундир.

## Склад
До складу поселення входять такі населені пункти:
| Населений пункт            | Населення, осіб (2010) |
| -------------------------- | ---------------------- |
| Адікаси, присілок          | 107                    |
| Велике Карачкіно, село     | 134                    |
| Великий Сундир, село       | 1488                   |
| Великі Татаркаси, присілок | 220                    |
| Верхні Олгаші, присілок    | 82                     |
| Вомбакаси, присілок        | 199                    |
| Єшмолай, присілок          | 77                     |
| Кармиші, присілок          | 135                    |
| Кумиркаси, присілок        | 55                     |
| Малі Татаркаси, присілок   | 115                    |
| Міжари, присілок           | 116                    |
| Нижні Олгаші, присілок     | 59                     |
| Нове Шокіно, присілок      | 75                     |
| Ойкаси, присілок           | 81                     |
| Токшики, присілок          | 81                     |
| Турікаси, присілок         | 109                    |
| Шупосі, присілок           | 265                    |
| Ямолкіно, присілок         | 5                      |